# Gwent: The Witcher Card Game
Gwent: The Witcher Card Game (en polonès: Gwint: Wiedźel meuńska Gra Karciana) és un videojoc de cartes col·leccionables digital gratuït desenvolupat i publicat per CD Projekt per Microsoft Windows, PlayStation 4 i Xbox One. El joc es deriva del joc de cartes del mateix nom presentat a les novel·les d'Andrzej Sapkowski, The Witcher, i jugable en el videojoc The Witcher 3: Wild Hunt. Inclou el joc multiplataforma entre les versions de PC i consola, encara que no s'admet el joc de plataforma entre les versions de PlayStation 4 i Xbox One. El joc en si és anomenat Gwynt en la seva versió traduïda a l'espanyol.
Una versió beta tancada es va llançar a l'octubre de 2016 per Windows i Xbox One, amb la versió beta pública llançada al maig de 2017. El seu llançament oficial es va produir el 23 d'octubre de 2018 per a Windows i el 4 de desembre del mateix any per a PlayStation 4 i Xbox One.

## Jugabilitat[calcitació]
El Gwent és un joc de cartes per torns entre dos jugadors, on cada partida té tres rondes (en cas d'empat tots dos jugadors guanyen la ronda). Cada jugador ha de jugar una carta per torn, des d'una baralla formada per vint-i-cinc cartes com a mínim i amb un cost de reclutament que pot variar depenent de la “facció” que el jugador triï (generalment no més de 167). Existeixen dos tipus de cartes, les d'or i bronze; les cartes d'or generalment tenen habilitats més poderoses que les de bronze. Les baralles poden contenir un màxim de dues còpies d'una mateixa carta de bronze i una sola còpia d'una carta d'or. Cada baralla pertany a una “facció” que ofereix diferents estils de joc. Cada facció té diferents "líders", que funcionen com a cartes d'or amb les seves habilitats pròpies, els quals es poden jugar en qualsevol moment de la partida ja que les seves habilitats poden ser activades en un mateix torn. Ja que el Gwent no utilitza un sistema de mannà o cost a l'haver de jugar cada carta com la majoria dels CCG (Collectible Card Games, en anglès) tradicionals, el jugador no ha d'estar pensant constantment en si pot o no jugar una determinada carta. El poder més alt i les habilitats de les cartes és sovint el que guanya el joc.
L'objectiu és guanyar dues rondes jugant cartes per guanyar punts anomenats "poder" en el tauler. El “poder” de cada carta que es jugui se suma fins que un dels jugadors guanya la ronda en tenir més punts de “poder” que el seu oponent. Les rondes finalitzen quan tots dos jugadors passen el seu torn o bé quan tots dos jugadors es queden sense cartes; en aquest moment, el que hagi acumulat més punts de “poder” guanya la ronda.
Els premis per guanyar partides es resumeixen en; "retalls" o minerals. Els retalls es poden utilitzar per fabricar cartes en el “Constructor de Baralla”, mentre que els minerals es poden utilitzar tant per comprar barrils de cartes de la botiga en línia de manera gratuïta com per pagar una participació en el mode de joc “Arena”, així com per adquirir els aspectes "Premium" o animats de les cartes.
Els jugadors poden aconseguir cartes tant creant-les amb retalls com comprant barrils de cartes amb minerals o mitjançant microtransaccions; en aquest moment, a la tenda digital del joc es poden trobar barrils del joc base i barrils de l'última expansió “Crimson Curse” (encara que cada cert temps poden aparèixer barrils premium durant un temps limitat); cada barril conté cinc cartes, quatre d'elles tenen una raresa “comuna” i es pot triar la cinquena carta (de tres), que serà mínim “rara”. Les versions premium de les cartes poden crear-se amb “pols meteorítica”, un recurs que es pot aconseguir comprant amb diners reals ala tenda o desbloquejant-ho en el “Llibre de Recompenses”. Així i tot, cal aclarir que les cartes premium no tenen avantatge alguna sobre les altres cartes, són simplement variacions animades de les cartes.
El Gwent inclou a més un apartat de desafiaments diaris, dels quals només poden estar actius 3 al mateix temps, amb la possibilitat de canviar un d'aquests desafiaments per dia. Això atorga als jugadors que els compleixin una quantitat determinada de minerals. D'altra banda també inclou assoliments que es poden veure des del menú d'opcions, els quals en completar-los li atorguen al jugador “Punts de Recompensa”, un recurs molt preuat que s'utilitza per desbloquejar cartes, recursos o adorns des del “Llibre de Recompenses”.
El joc presenta diverses modalitats: el mode de joc “Clàssic” que permet als jugadors desafiar-se entre si de forma classificatòria o no (l'opció “progressió classificatòria” pot activar-se i desactivar-se); el mode de joc “Entrenament” pels quals s'estan iniciant; i el mode de joc “De Temporada”, el qual atorga noves experiències en jugar partides i afegeix diverses dificultats, les quals canvien segons la temporada actual. Al jugar de forma classificatòria, els jugadors pugen de nivell en guanyar “experiència” per partida i avancen de rang en guanyar partides. L'avançar de rang recompensa als jugadors amb nous “avatars” per als seus perfils dins del joc i si completen el desafiament guanyant 6 rondes poden rebre premis tals com a noves cartes (aquest desafiament es pot completar una vegada per dia).

### Mode "Arena"
El 13 de febrer de 2018, el mode Arena va ser anunciat mitjançant una transmissió en viu. Va ser llançat el 27 de febrer de 2018. Funciona com una manera de draft, on els jugadors ingressen a l'Arena pagant una “participació” que costa 150 minerals o $1.99, i han de construir una baralla basant les seves eleccions en una sèrie de cartes aleatòries que se'ls mostren. El jugador triarà una de les quatre cartes que es mostren a l'atzar fins que es creï una baralla de vint-i-cinc cartes. Les cartes que es mostren seran d'un conjunt de totes les cartes quines estiguin disponibles al joc, la qual cosa significa que les baralles poden contenir cartes de totes les faccions. No hi ha límit pel que fa a la quantitat de còpies de cartes daurades o de bronze que poden ser a la baralla
El mode Arena ee centra en el personatge de The Witcher 3, Gaunter O'Dimm, que t'ofereix contractes a l'Arena a canvi de recompenses. Els jugadors posseeixen tres vides i perden una vida quan perden una partida. El recorregut acabarà quan un jugador es retiri (trencant el contracte), quan es perdin les tres vides o quan s'aconsegueixin nou victòries.

## Versió física
Es va llançar una versió en físic de cartes de Gwent, que venien juntament amb un codi de descàrrega per a l'expansió Blood and Wine. La caixa conté el codi de descàrrega de l'expansió i dues baralles de Gwent (Regnes del Nord i Imperi Nilfgaardià) i un total de 154 cartes, incloent cartes com Geralt de Rivia, Triss Merigold, Cirilla Fiona Elen Riannon, etc.